# Off the record
Off the record ili nije za objavljivanje je fraza koja se koristi u novinarstvu kada netko (izvor) novinaru kaže informaciju, ali pod uvjetom da je ovaj ne koristi i ne objavi. Novinar koji poštuje taj uvjet steći će veći ugled kod izvora i mogućnost da dobije nove i važnije informacije. 
S takvom informacijom, novinar će biti u prednosti pred svojim kolegama jer se neće dati zavarati lažnom pričom, a kada dođe vrijeme za to, moći će prvi objaviti informaciju. U međuvremenu može bolje istražiti slučaj i saznati još mnogo toga.